# André Filippini
André Filippini   (Sion, 13 de setembre de 1924 - Sion, 18 de novembre de 2013) fou un pilot de bob suís que va competir a començament de la dècada de 1950. Posteriorment fou un destacat empresari.
El 1952 va prendre part en els Jocs Olímpics d'Hivern d'Oslo, on guanyà disputà la medalla de bronze en la prova del bobs a quatre del programa de bob. Va formar equip amb Fritz Feierabend, Stephan Waser i Albert Madörin.
Posteriorment, entre 1971 i 1977, fou president del FC Sion. El 1977 es va veure implicat en un cas de corrupció, el cas Savro, pel qual fou detingut, jutjat i condemnat a vuit anys de presó i a pagar una important quantitat de francs suïssos de multa.